# Coupe de la Ligue de Brunei de football
La Coupe de la ligue de Brunei de football est une compétition de football opposant des clubs professionnels de Brunei, organisée chaque saison depuis 2006. 

## Palmarès
| Année     | Vainqueur     | Score         | Finaliste     |
| 2006      | MS ABDB       | 3 - 2 a.p.    | QAF FC        |
| 2007-2008 | QAF FC        | 4 - 0         | MS ABDB       |
| 2009      | QAF FC        | 1 - 0         | MS ABDB       |
| 2010      | Non disputée. | Non disputée. | Non disputée. |
| 2011      | Majra FC      | 2 - 1         | MS ABDB       |